# 横浜岡田屋
株式会社横浜岡田屋（よこはまおかだや）は、神奈川県内で専門店ビル（都市型ショッピングセンター）「MORE'S（モアーズ）」を運営する企業である。
ただし以前の名残で神奈川県百貨店協会に加盟し続けているため百貨店売上の統計に含まれるなど百貨店として扱われる場合もある。

## 歴史・概要

### 創業から百貨店へ
神奈川県警川崎分署の警察官をしていた岡田宗直が1890年（明治23年）11月23日に川崎町（現・川崎市川崎区）堀ノ内184に質屋を開店したのが始まりである。
1910年（明治43年）10月に質屋に隣接する形で呉服部の店舗を開業して小売業に進出した。
1933年（昭和8年）には当時鍋屋横丁と呼ばれた通りに面した川崎駅前の幸町に岡田屋呉服店を開店した。
第二次世界大戦の空襲で店舗が焼失したため戦後の焼け野原だった川崎駅前で取り敢えずバラックの店舗で営業を再開した。
1947年（昭和22年）5月31日には資本金19.5万円で株式会社岡田屋呉服店とし、東京の並木通りと晴海通りの交差点角の銀座西5丁目3番地に建設された対鶴館に本店を構え、川崎を支店とする形で事業の拡大を図った。
1963年（昭和38年）5月には川崎の店舗に地下1階地上6階で延べ床面積1,920m2の新館が完成させ、既存の本館と合わせて5,315m2へ拡張したのを機に百貨店としての営業を開始した。
1967年（昭和42年）6月16日には株式会社横浜岡田屋を設立して同月28日に着工し、1968年（昭和43年）11月30日に横浜市に横浜おかだやを開店して複数の百貨店を運営するようになった。
この横浜岡田屋の店舗では、開業当初から大手百貨店との差別化を図るために売り場面積の約半分に専門店のテナントを導入している。

### 専門店事業の展開
1958年（昭和33年）6月に丸岡商事を設立し、同年12月1日に第1期工事が完成して開業した「駅ビルかわさき」に3階に衣料や服飾用品を中心に扱う丸岡ストアとセルフサービス方式の100円均一店を開店して専門店の展開を開始している。
その後、1962年（昭和37年）11月に横浜駅ビル2階に丸岡ストア横浜店、1964年（昭和39年）12月にはダイヤモンド地下街に丸岡ストア横浜駅前地下街店を開店してチェーン展開に乗り出ししている。
1968年（昭和43年）4月に丸岡ストアを「活動的な若さあふれる仔馬」にちなんで「ポニー丸岡」へ改称し、1970年（昭和45年）6月28日に六本木店、10月14日に赤坂店開店と東京の都心部にも相次いで出店して店舗網を拡充した。
1990年（平成2年）には3月10日の船橋ViVi店と6月14日の自由ケ丘メルサ店を開店しており千葉県にも店舗が広がることになった。

### スーパーの展開と挫折
スーパーマーケット事業にも早くから取り組んでおり、1961年（昭和36年）に川崎市浅田に1号店となるサンコーストア小田店を開店している。
その後、武蔵小杉や鹿島田、登戸、武蔵新城、溝の口などの南武線沿いや川崎大師前や川崎駅前、元住吉など地盤である川崎市内に加えて、隣接する横浜市内の綱島や星川等へ出店を進めた。
しかし、経営難に陥ったため、1970年（昭和45年）2月にダイエーと提携して再建を図ることになり、スーパーマーケット事業は当社グループから離脱してダイエーの傘下に入ってのちにマルエツと合併した。

### 海外への展開
1972年（昭和47年）6月30日にハワイ・ワイキキに出店したのを皮切りに、1973年（昭和48年）1月にはビルトモアホテル内にロサンゼルス1号店を開設して米国本土へも進出した。
また、1973年（昭和48年）8月にはハワイのバークショアホテルを買収してホテル事業にも乗り出したほか、ミラマホテル内に香港1号店を開設してアジアへの出店を開始するなど海外で幅広い事業展開を行った。
グアムやサイパンといった米国領のリゾート地やオーストラリアのゴールドコーストやシドニーにも店舗を開設し、1988年（昭和63年）3月7日にはトランプタワー内にニューヨーク1号店を開店をするなど ピーク時には海外に47店舗を展開した。
しかし、有名ブランド店などが日本国内に直営店を出店するようになったことなどにより強みが薄れたため2010年（平成22年）までに海外店舗は全て閉店となった。

### ショッピングセンターの展開
川崎店を隣接する三和銀行（現・三菱UFJ銀行）川崎支店等との共同ビルに建て替えることにより大幅に増床する構想を立てられ、その準備のため1973年（昭和48年）に川崎店は閉店となった。
ところが、各地権者間の調整が難航した上、オイルショックなどもあったため計画は大幅に遅れることになったものの、1978年（昭和53年）8月に着工し、1980年（昭和55年）5月15日に「川崎岡田屋モアーズ」として新店舗の開業に漕ぎ着けている。「モアーズ」の名前は地域の客の要望や時代の変化に合わせて様々な「もっと」を追い求めた歴史を由来としている。
この新店舗では専門店がテナントとして入居する店舗形態を採っており、百貨店からショッピングセンターへ業態転換した形となった。
その後、1992年（平成4年）9月に相模原市に相模大野岡田屋モアーズ、1997年（平成9年）10月に 京浜急行電鉄横須賀中央駅南口に横須賀モアーズシティを各々出店した。
また、1982年（昭和57年）11月12日に 横浜店も直営の売り場を廃止して全面的に専門店のテナントに切り替えており、百貨店からショッピングセンター運営へ全面的に事業転換する形になった。
現時点では4店あるが全店でコンセプトを変えている。

## 沿革
- 1890年（明治23年）11月23日　岡田宗直が現在の川崎市に質屋を開店する[1]。
- 1910年（明治43年）10月　岡田宗直が岡田屋呉服部の店舗を開業する[1]。
- 1947年（昭和22年）5月31日　株式会社岡田屋呉服店に組織変更する[1]。
- 1951年（昭和26年）6月　株式会社岡田屋に商号変更する。
- 1955年（昭和30年）12月　川崎市に岡田屋本館が完成する。
- 1958年（昭和33年）
  - 6月10日　丸岡商事株式会社を設立する[1]。
  - 12月1日　「駅ビルかわさき」に丸岡ストアを開店する[1]。
- 1961年（昭和36年）　川崎市浅田に1号店となるサンコーストア小田店を開店する[5]。
- 1963年（昭和38年）5月　岡田屋本館の増築が完成し、百貨店として営業する[1]。
- 1967年（昭和42年）6月16日　株式会社横浜岡田屋を設立する[1]。
- 1968年（昭和43年）
  - 4月　丸岡ストアを「活動的な若さあふれる仔馬」にちなんで「ポニー丸岡」へ改称する[1]。
  - 11月30日　横浜岡田屋の店舗として、横浜市に横浜おかだやを開店する[1]。初期には屋上に遊園地があった。
- 1972年（昭和47年）2月　サンコーがダイエーと提携する[7]。
  - 6月30日　初の海外店舗をハワイ・ワイキキに開店[1]。
- 1980年（昭和55年）
  - 5月15日　川崎岡田屋モアーズが開店する[1]。この頃から「モアーズ」という名前が使われ始めた。
  - 6月　株式会社モアーズを設立する。
- 1982年（昭和57年）11月12日　横浜おかだやが横浜岡田屋モアーズとして新装開店する[9]。
- 1988年（昭和63年）4月　川崎岡田屋モアーズが新装開店する。
- 1992年（平成4年）9月24日　横浜岡田屋の店舗として、相模原市に相模大野岡田屋モアーズを開店する[8]。
- 1996年（平成8年）3月　横浜岡田屋モアーズが新装開店する。
- 1997年（平成9年）10月1日　横浜岡田屋の店舗として、横須賀市に横須賀モアーズシティを開店する[8]。
- 2000年（平成12年）11月　横浜岡田屋モアーズが新装開店する。
- 2004年（平成16年）
  - 2月　ラスベガス店以外の海外店舗を閉店する。
  - 10月　川崎岡田屋モアーズが新装開店する。
- 2007年（平成19年）3月　株式会社横浜岡田屋と株式会社岡田屋が合併し、株式会社横浜岡田屋となる。
- 2010年（平成22年）1月　最後の海外店舗であったラスベガス店を閉店する。

## 店舗

### 横浜モアーズ
- 所在地：神奈川県横浜市西区南幸1-3-1
- 開店年月日：1982年（昭和57年）11月12日[9]
- 建物規模：地下3階 - 地上9階
- 延床面積：27,200m2
- 店舗面積：13,509m2[9]

#### 主なテナント
- ビームスハウスメン
- シップス
- ハンズ（店舗面積約4,300m2[10]、2013年（平成25年）10月25日開店[11]）

### 川崎モアーズ
- 所在地：神奈川県川崎市川崎区駅前本町7

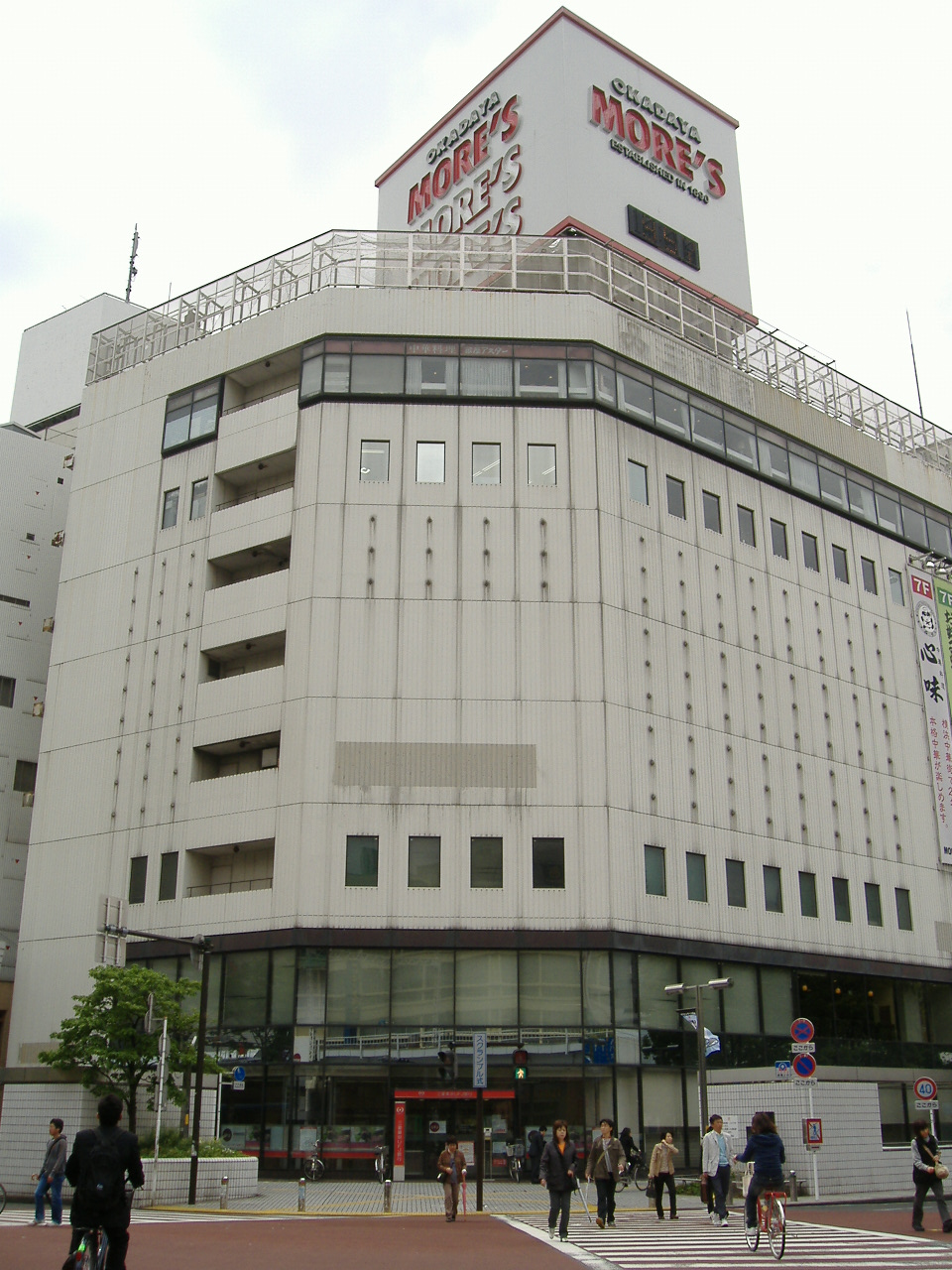
川崎モアーズ

- 開店年月日：1980年（昭和55年）5月15日[1]
- 建物規模：地下2階 - 地上8階
- 延床面積：18,800m2
- 店舗面積：11,963m2[9]
- 建物土地資産は野村不動産マスターファンド投資法人が保有している。
- モアーズ地下2階と川崎アゼリアとの間に、段差83.4cmの世界一短いエスカレータ（愛称・プチカレーター）が設置されており、1991年版ギネスブックに認定されている[1]。1990年には日立製作所のCMで紹介されていたこともある。

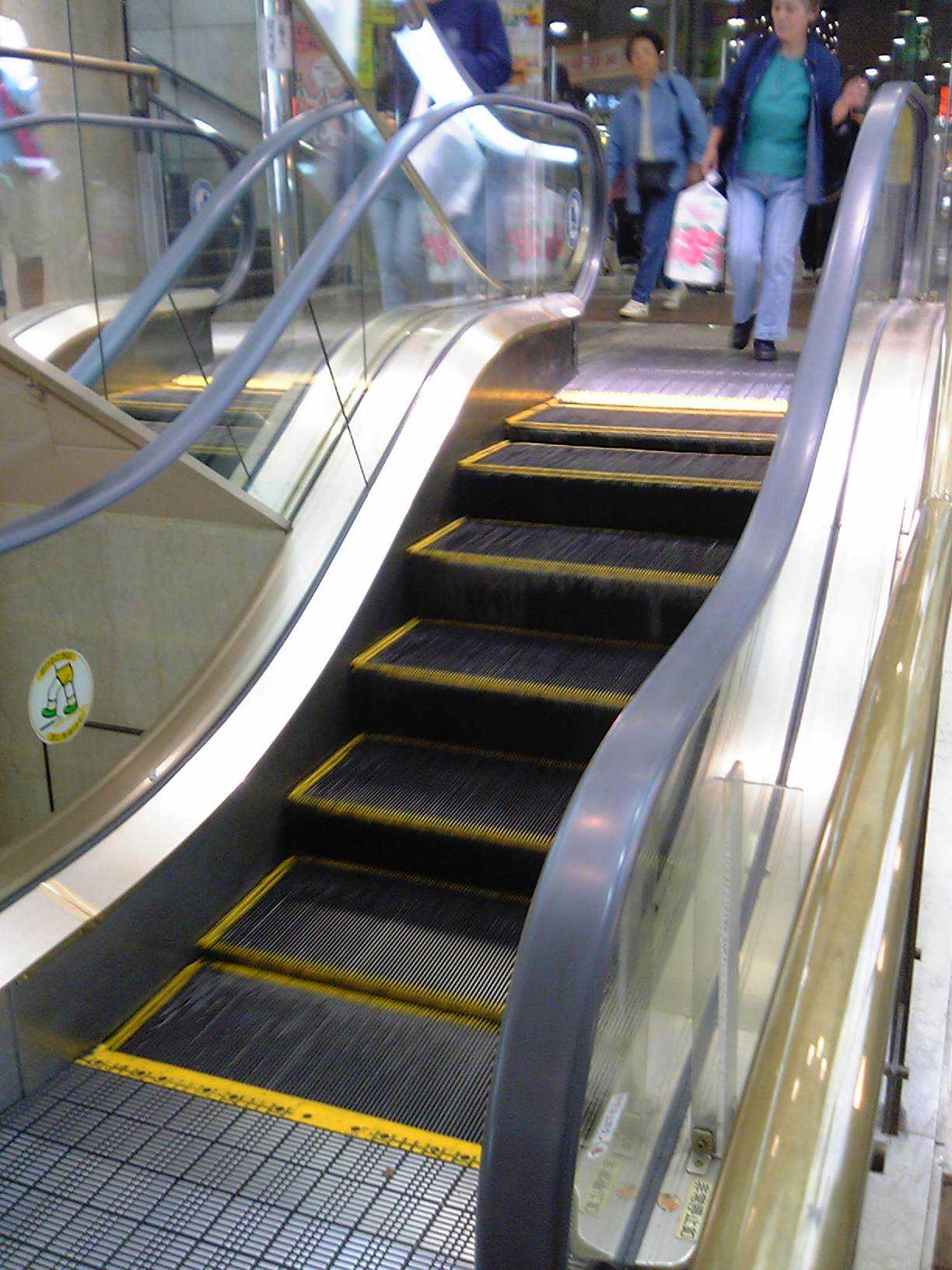
世界一短いエスカレータ

#### 主なテナント
- ほけんの窓口
- 洋服の青山
- PIA
- カジュアルハウス306(現在は閉店)
- ザ・ダイソー
- ブックオフ
- 三菱UFJ銀行ATMコーナー（旧三和銀行川崎支店）
- マクドナルド（銀行として使用されていた位置の多くを転用。以前はアゼリアの中にあった。）
- スターバックス

### 横須賀モアーズシティ
- 所在地：神奈川県横須賀市若松町2-30

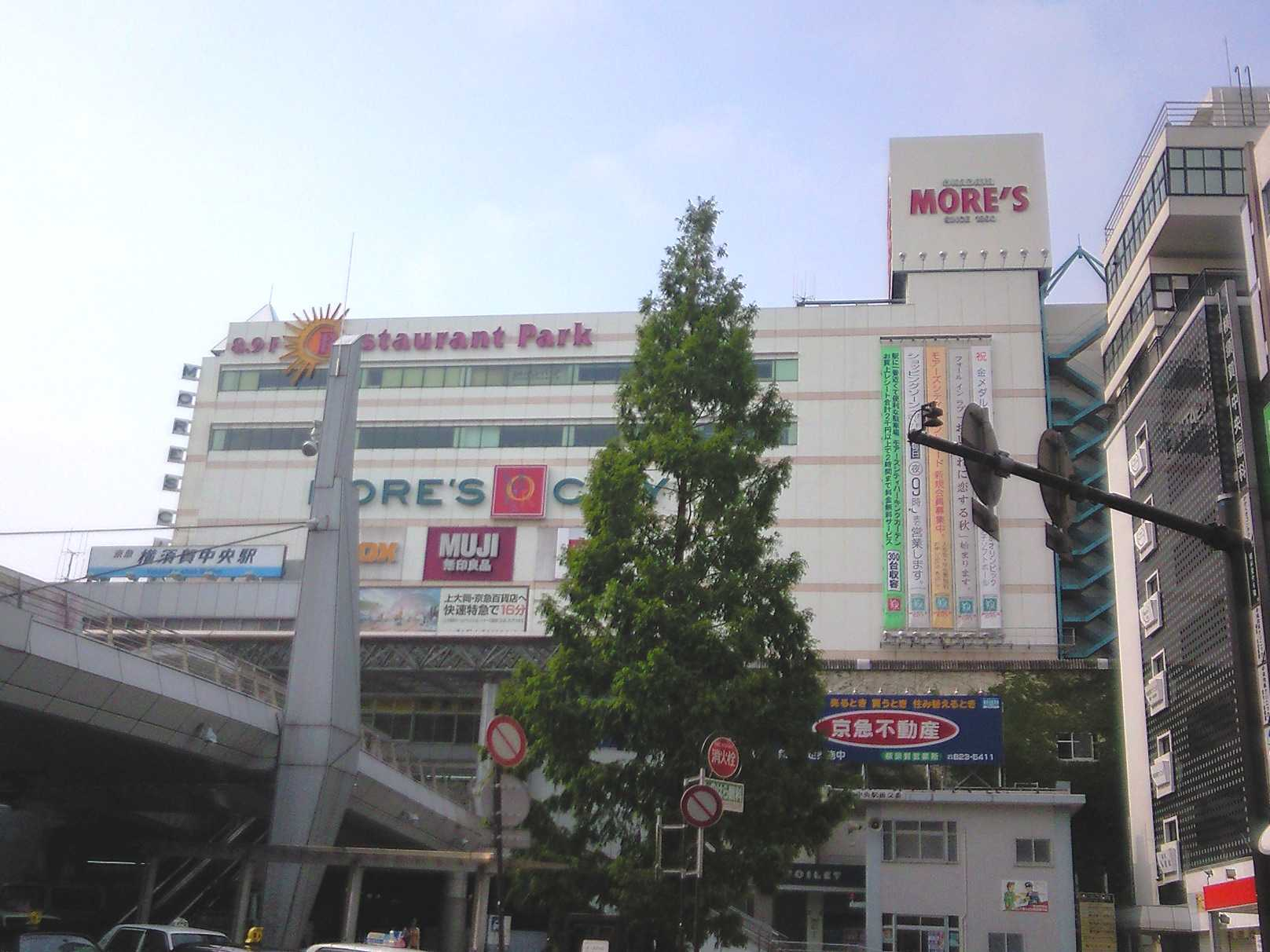
手前にあるのは横須賀中央駅。奥に見えるのが横須賀モアーズシティ

- 開店年月日：1997年（平成9年）10月1日[9]
- 建物規模：地下1階 - 地上9階
- 延床面積：45,500m2
- 店舗面積：26,185m2[9]
  - 店舗面積約26,185m2、店舗数約160店はモアーズ4店舗の中で最大規模である。
- 建物土地資産は野村不動産マスターファンド投資法人が保有している。

#### 主なテナント
- ほけんの窓口
- みずほのアトリエ（みずほ銀行新型店舗）
- 和真メガネ（かつて西友横須賀店の2階にあったテナント）
- エスパティオ[8]
- 役所屋（横須賀市民サービスセンター）

### 相模大野ジョイモアーズ

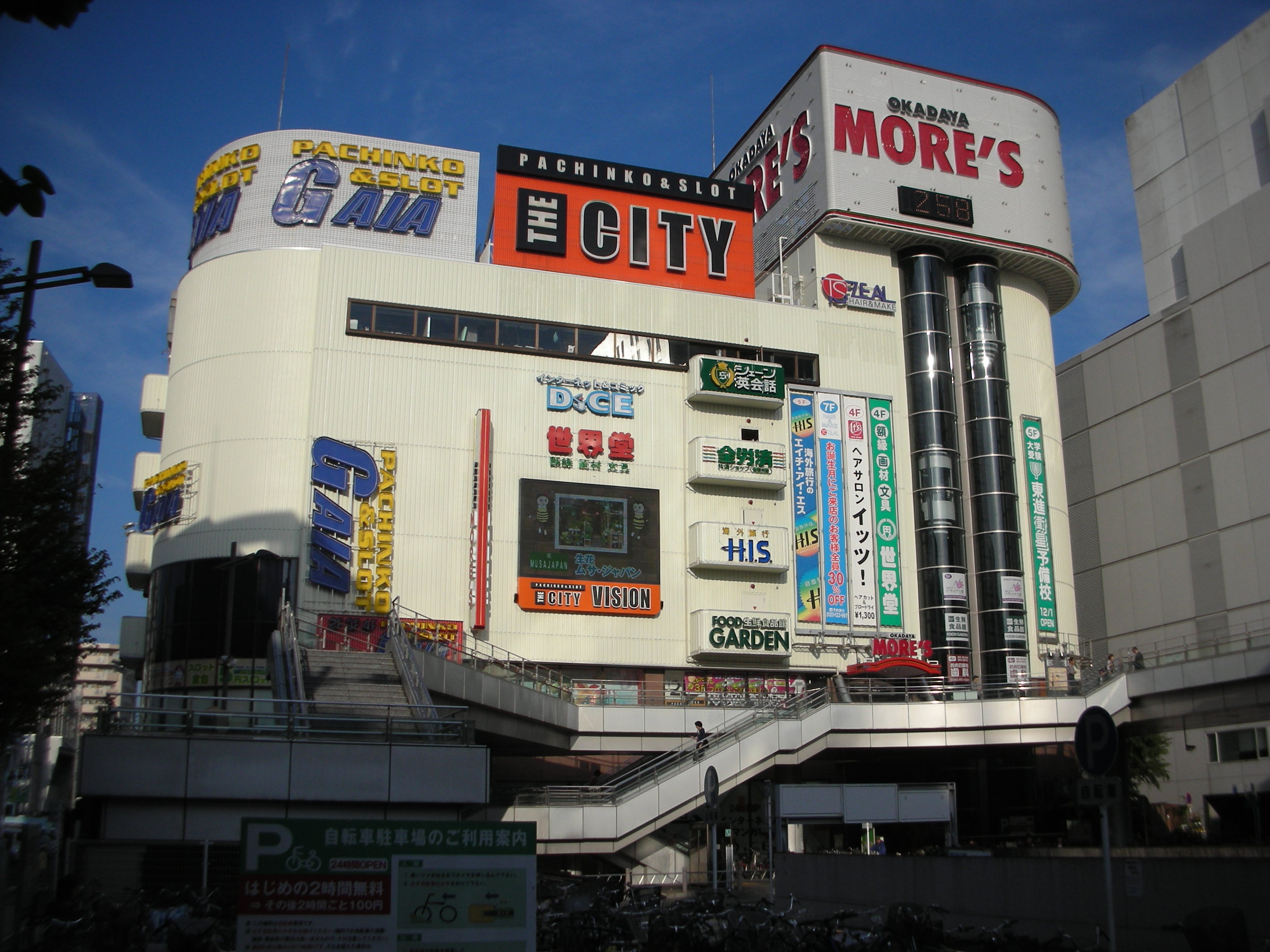
相模大野ジョイモアーズ

- 所在地：神奈川県相模原市南区相模大野3-9-1
- 開店年月日：1992年（平成4年）9月24日[9]
- 建物規模：地下1階 - 地上7階
- 延床面積：10,400m2
- 店舗面積：4,803m2[9]

#### 主なテナント
- スシロー
- 東京個別指導学院
- 東進衛星予備校
- UR賃貸ショップ
- 世界堂 町田へ移店
- ベルシティ
- ザ シティ
- DiCE